# 알렉산더 베버 (펜싱 선수)
알렉산더 베버(독일어: Alexander Weber, 1980년 12월 18일) 또는 알렉산데르 악텐(스페인어: Alexander Achten)은  독일과 아르헨티나의 펜싱 선수로 주 종목은 사브르이다. 2000년 하계 올림픽 남자 사브르 단체전에서 동메달을 획득했으며 세계 선수권 대회에서 동메달 1개를 획득했다.
2005년 아르헨티나 국적을 취득한 후 '알렉산데르 악텐'으로 개명했었고 2005년부터 아르헨티나 펜싱 국가대표로 활동하고 있다.

## 수상

### 수훈
- 은월계수잎 훈장(2007년)